# 고슴도치와 여우
고슴도치와 여우(The Hedgehog and the Fox)는 아이제이아 벌린이 쓴 수필로 1953년에 출판되었다.

## 내용
고슴도치는 큰 것 하나를 아는 동물을 대표하는 반면, 여우는 많은 것들을 아는 것을 상징한다.  벌린은 이 개념을 확장해서 작가와 사색가로 나누었는 데, 고슴도치는 한 개의 아이디어라는 렌즈를 통해 세계를 보는 자들을 말하며 플라톤, 단테, 파스칼, 헤겔, 도스토예프스키, 니체등을 포함시켰고, 여우는 다양한 경험을 통해 세상을 보는 부류로 아리스토텔레스, 에라스무스, 셰익스피어, 괴테등을 포함시켰다.

## 영향
사업을 예측하는 분야에서 이 개념은 널리 사용되었으며, 정치와 경제 분야에서도 폭 넓게 적용되었다.

## 같이 보기
- 스티븐 제이 굴드